# Studies in Informatics and Control
Studies in Informatics and Control is een internationaal, aan collegiale toetsing onderworpen wetenschappelijk tijdschrift op het gebied van de informatica. De naam wordt in literatuurverwijzingen meestal afgekort tot Stud. Informat. Contr. Het wordt uitgegeven door Informations and Control Publications namens het Roemeense de National Institute for R&D in Informatics.